# MaturaToBzdura.TV
MaturaToBzdura.TV, znany również jako Matura To Bzdura – polskojęzyczny rozrywkowy kanał na YouTube, założony przez studentów z Gdańska: Adama Drzewickiego i Piotra Dybskiego. W każdym z odcinków sprawdzana jest podstawowa wiedza przypadkowo spotkanych przechodniów. W programie padają pozornie łatwe pytania i mnóstwo zaskakujących, nieraz zabawnych odpowiedzi z wielu dziedzin. Odcinki w serwisie YouTube wyświetlono prawie 300 mln razy (maj 2021). Są one również publikowane w serwisie VOD.pl.
Początkowo rolę prowadzącego i twarzy serii odgrywał Kuba Jankowski, jednak po 3 latach zrezygnował z dalszej współpracy z kanałem. Następnie odcinki MaturaToBzdura były prowadzone zmiennie przez kilku prowadzących – Marcina Freja, Adama Wiejaka, Martina Stankiewicza i Macieja Wapińskiego. Często dochodzi także do występów gościnnych innych twórców internetowych, czy nawet celebrytów, jak na przykład Cleo w roli prowadzącej odcinka „Muzyka” czy Michał Żebrowski w roli osoby przepytanej. W 2018 roku głównym prowadzącym został Adam Drzewicki, założyciel MaturaToBzdura.

## Pozostałe informacje
- W 2011 Ministerstwo Edukacji Narodowej zaproponowało gdańskim twórcom objęcie patronatem honorowym ich programu. Autorzy odmówili, gdyż obawiali się, że minister Katarzyna Hall chce wykorzystać ich popularność w internecie w kampanii przedwyborczej[8].